# Elizabeth (film)
Elizabeth är en film från 1998 som regisserades av Shekhar Kapur. Cate Blanchett spelade titelrollen som Elisabet I av England, och i övriga roller kunde bland andra Geoffrey Rush, Joseph Fiennes, Christopher Eccleston och Richard Attenborough ses.
1999 placerade British Film Institute filmen på 71:a plats på sin lista över de 100 bästa brittiska filmerna genom tiderna.

## Om filmen
Filmen handlar om Elisabets första fem år som regent. En fortsättning, Elizabeth: The Golden Age kom ut 2007.

## Rollista (urval)
- Cate Blanchett - Elisabet I av England
- Geoffrey Rush - Sir Francis Walsingham
- Christopher Eccleston - Thomas av Norfolk
- Joseph Fiennes - Robert Dudley, Earl of Leicester
- Richard Attenborough - Sir William Cecil
- Fanny Ardant - Maria av Guise
- Kathy Burke - drottning Maria av Tudor
- Eric Cantona - Monsieur de Foix
- James Frain - Alvaro de la Quadra
- Vincent Cassel - hertig d'Anjou
- Daniel Craig - John Ballard
- Edward Hardwicke - Earl av Arundel
- Emily Mortimer - Kat Ashley
- John Gielgud - påven
- Terence Rigby - biskop Gardiner
- George Antoni - kung Philip II av Spanien
- Jamie Foreman - Earl av Sussex
- Kelly Macdonald - Isabel Knollys
- Matthew Rhys - statist
- Kiran Shah - stuntman